# Ľubotín
Ľubotín (in ungherese Lubotény, in polacco Lubotin) è un comune della Slovacchia facente parte del distretto di Stará Ľubovňa, nella regione di Prešov.